# 太子 (香港)

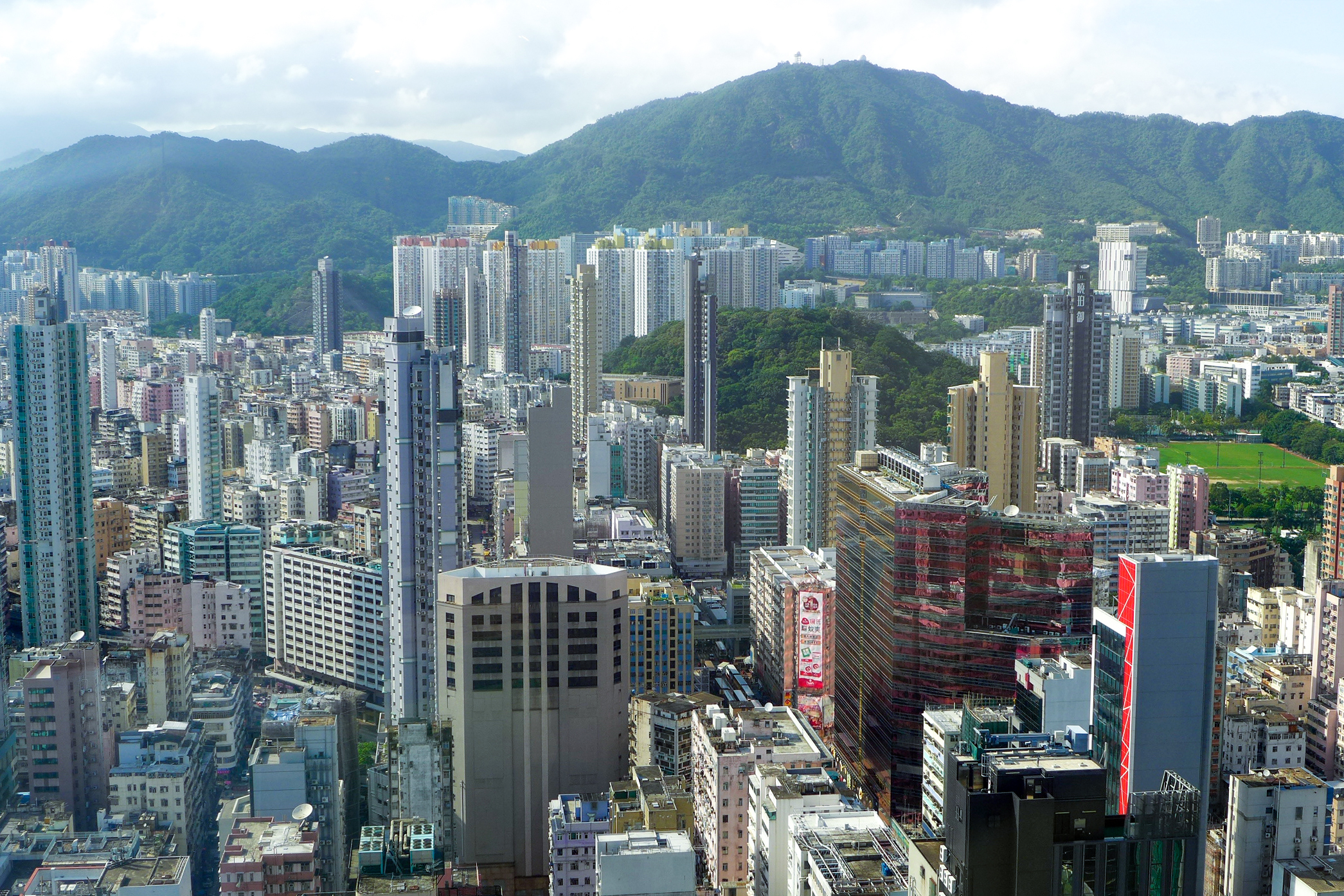
太子一帶的建築物（2015年）

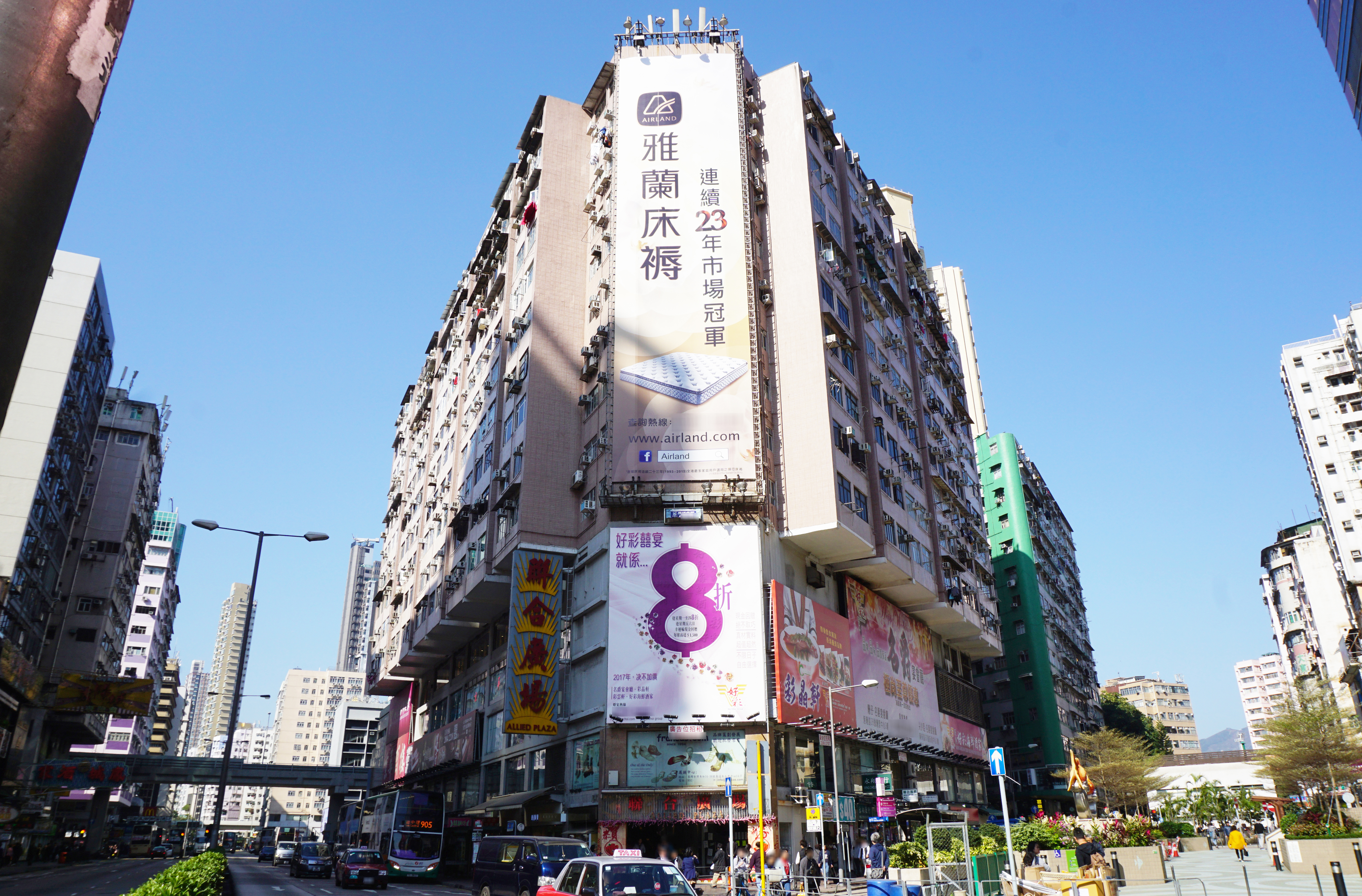
位於港鐵太子站附近的聯合廣場，為區內的主要商場之一

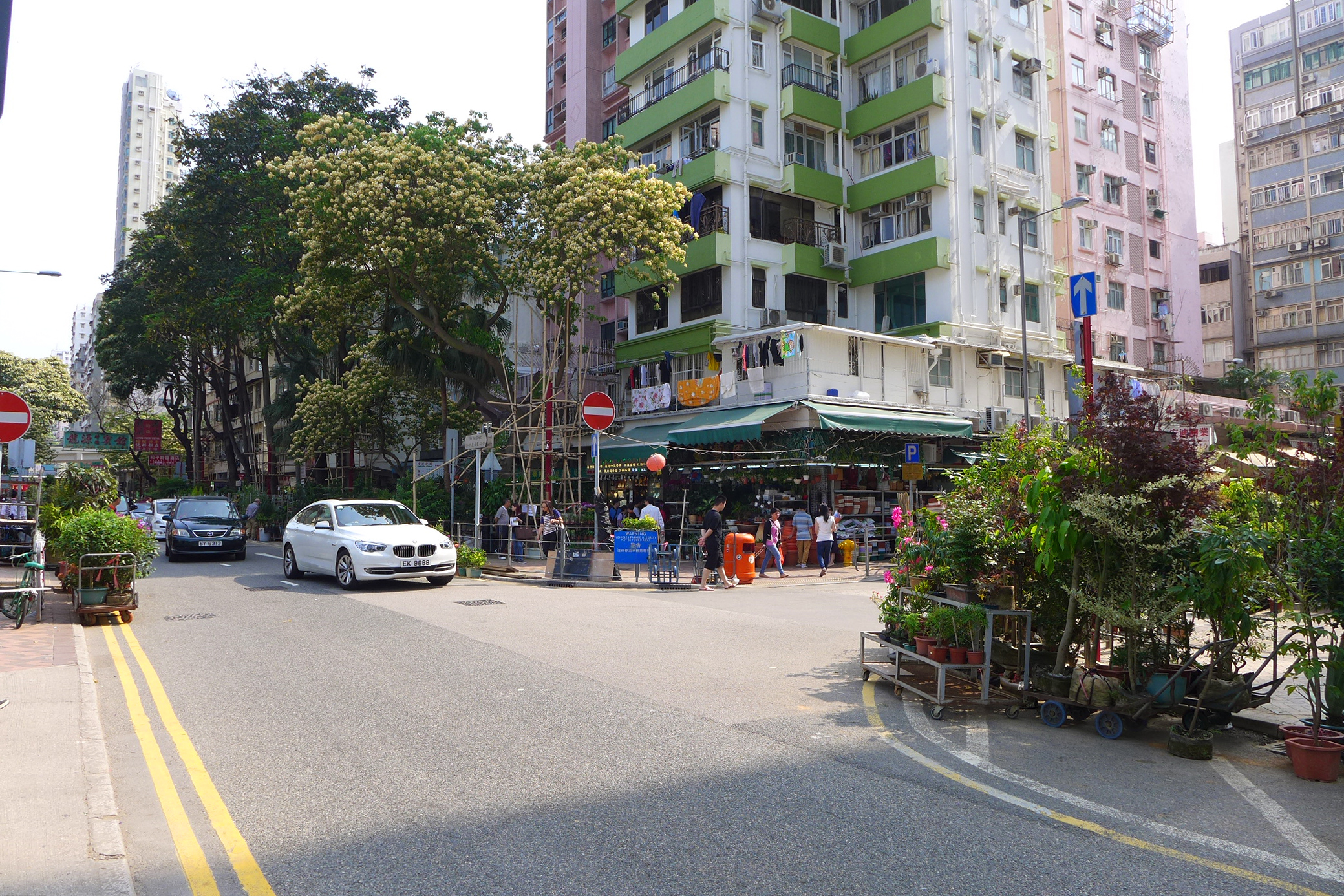
旺角花墟

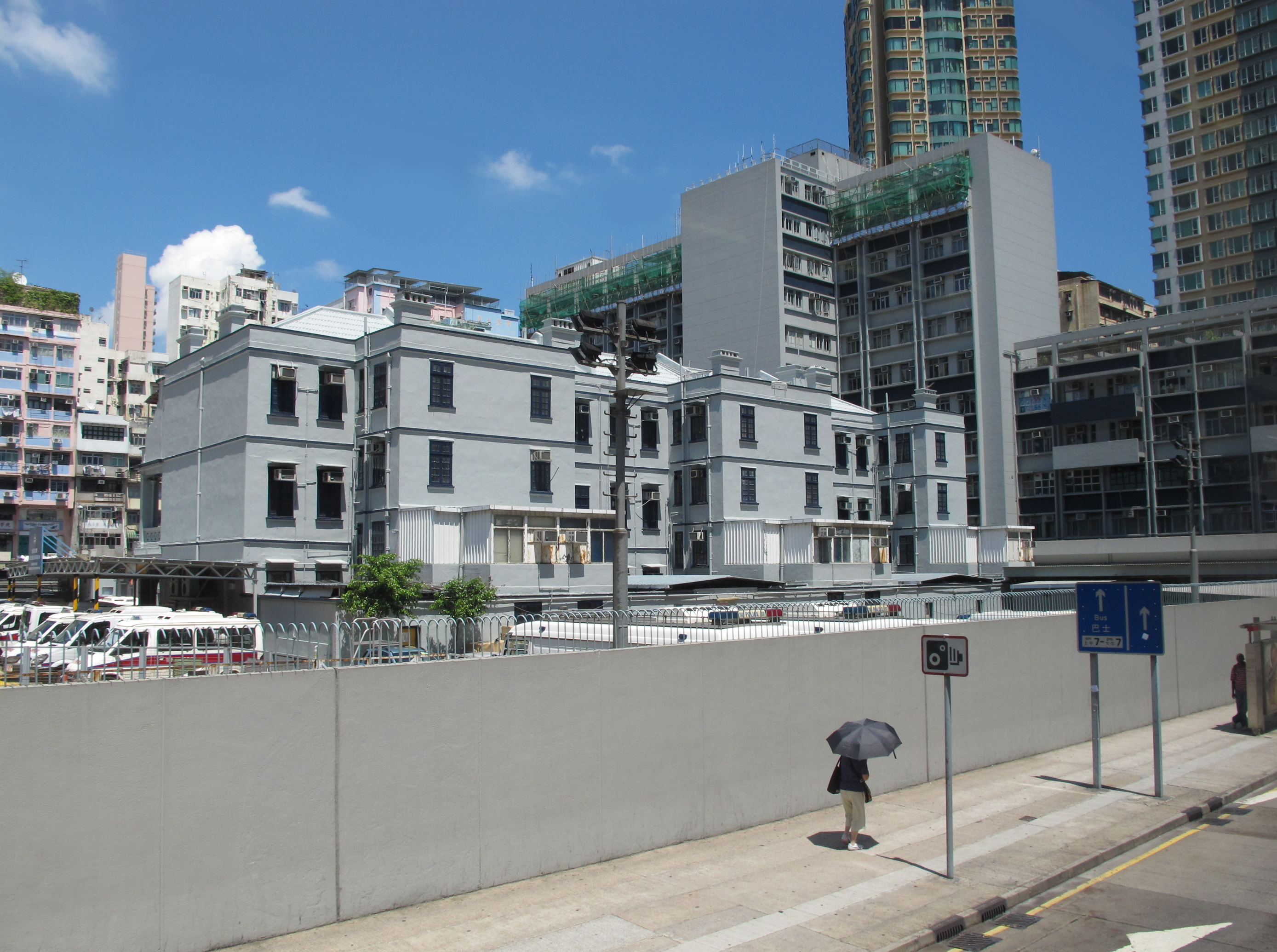
依傍太子道西的旺角警署為香港三級歷史建築之一

太子（英語：Prince Edward）位於香港九龍旺角，座落油尖旺區北部，名稱來自於愛德華太子。區內新舊樓宇林立，以商場和住宅大廈為主。太子位處彌敦道一帶的著名旅遊購物區之邊陲，其中位於旺角以北。區內交通十分方便，除了彌敦道繁忙的路面交通外，港鐵太子站位於太子的中心地區、彌敦道之下，是荃灣綫和觀塘綫的逆向跨月台轉車站，站內長期有大量人流。
太子不是一個正式的地名，在香港官方地圖或私營出版者所印製的地圖都未能找到它，太子之名乃源於港鐵在此設有太子站，而太子站源自這裏一條自東向西貫穿全區的太子道。因港鐵太子站的命名，港人便約定俗成而且漸漸習慣稱呼該地為太子，情況與金鐘站和天后站相同。另外又因旺角大球場和旺角警署鄰近於太子站，不少港人均認知太子一帶也是旺角的一部分。
現時太子為廣義旺角的北面核心，以社區服務為主（如旺角大球場、旺角警署），而旺角站周邊則是廣義旺角南面亞皆老街一帶的商業中心區核心。

## 地理位置
太子位於香港九龍旺角北部，為油尖旺區的一部分，南面與旺角主要部分大概以弼街以北為界，西面與大角咀大概以塘尾道、荔枝角道為界，北面則與塘尾及石硤尾的窩仔山(主教山)以界限街為分界線，而東面則至東鐵綫與九龍塘和嘉道理山之間的住宅區接壤。

## 歷史
早於1922年4月，英國王儲愛德華王子（即後來繼位成為國王的愛德華八世）到訪香港，參觀了該區一條主要道路，其後被命名為太子道。
1979年香港地鐵「修正早期系統」（即現時的觀塘綫）通車，並於該地設立一站，但當局未有使用「旺角」之名，而以太子道之「太子」二字來命名該車站。自此之後，大多數市民或遊客，約定俗成地稱此區為「太子」，使得「太子」自成一區。然而香港官方並沒有「太子」，只有「旺角」，本區範圍所屬的三個油尖旺區議會選區亦有兩個以旺角為名；而以「太子」為名的區議會選區，卻屬於九龍城區議會。
至於「旺角」的核心位置亦因為旺角站所帶動的商業活動而擴展到芒角咀一帶（即亞皆老街到登打士街之間），成為繼中環後香港第二個主要的商業中心區。

## 太子站襲擊事件

警察在八三一事件中攻擊示威者時之狀況，以及示威者受到胡椒噴霧攻擊後相擁嚎哭。

2019年8月31日港島及九龍區示威，晚上10時45分，在觀塘綫往調景嶺方向的3號月台和列車（A167/A168）車廂內有中年乘客與蒙面示威者爭執。示威者使用滅火器驅趕中年乘客後，有人報警，列車隨後停駛。到晚上11時，近百名速龍小隊和防暴警察衝入往中環方向的4號月台和列車（A257/A282）車廂用警棍向示威者毆打及射胡椒噴霧，現場一片凌亂，多名乘客被制服在地並且頭破血流。警方指63人被捕，年齡介乎13至36歲，檢獲汽油彈（13歲被捕者身上檢獲）、防毒面具、雷射筆、彈叉和頭盔等物品。港鐵隨後宣布因車站設施被破壞，太子站、旺角站及九龍灣站關閉，列車不停這些車站，直至9月2日早上太子站才重開。
到9月8日晚上8時許，有人闖入已關閉的太子站B1出口進行破壞，鐵閘、指示牌等設施遭到破壞。
之後每個月的最後一天，示威者在B1出口外獻花和張貼文宣，但防暴警察都會約每15分鐘到場清理。

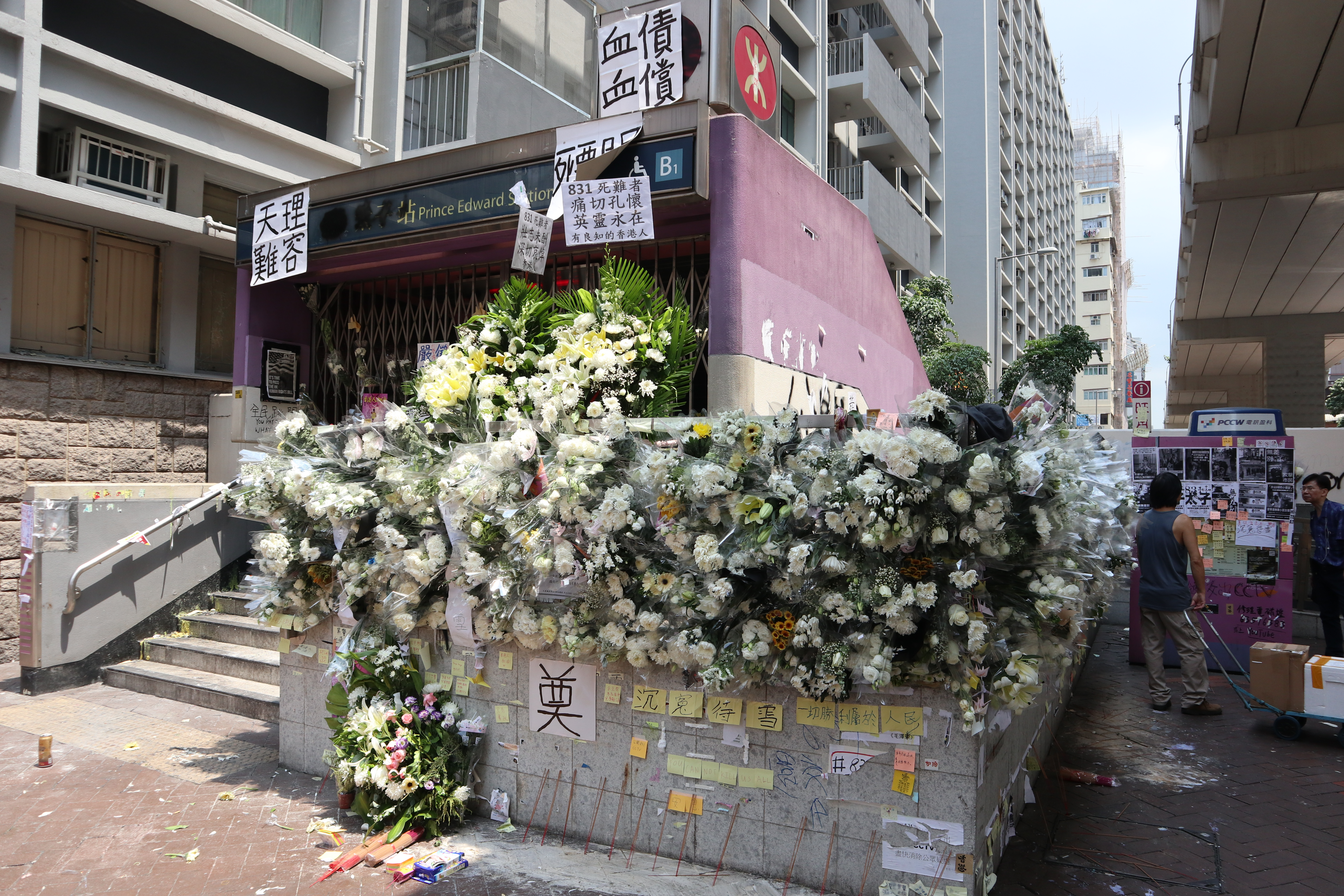
B1出口曾經封閉，並有示威者在站外獻花，該出口已於2019年11月5日重開
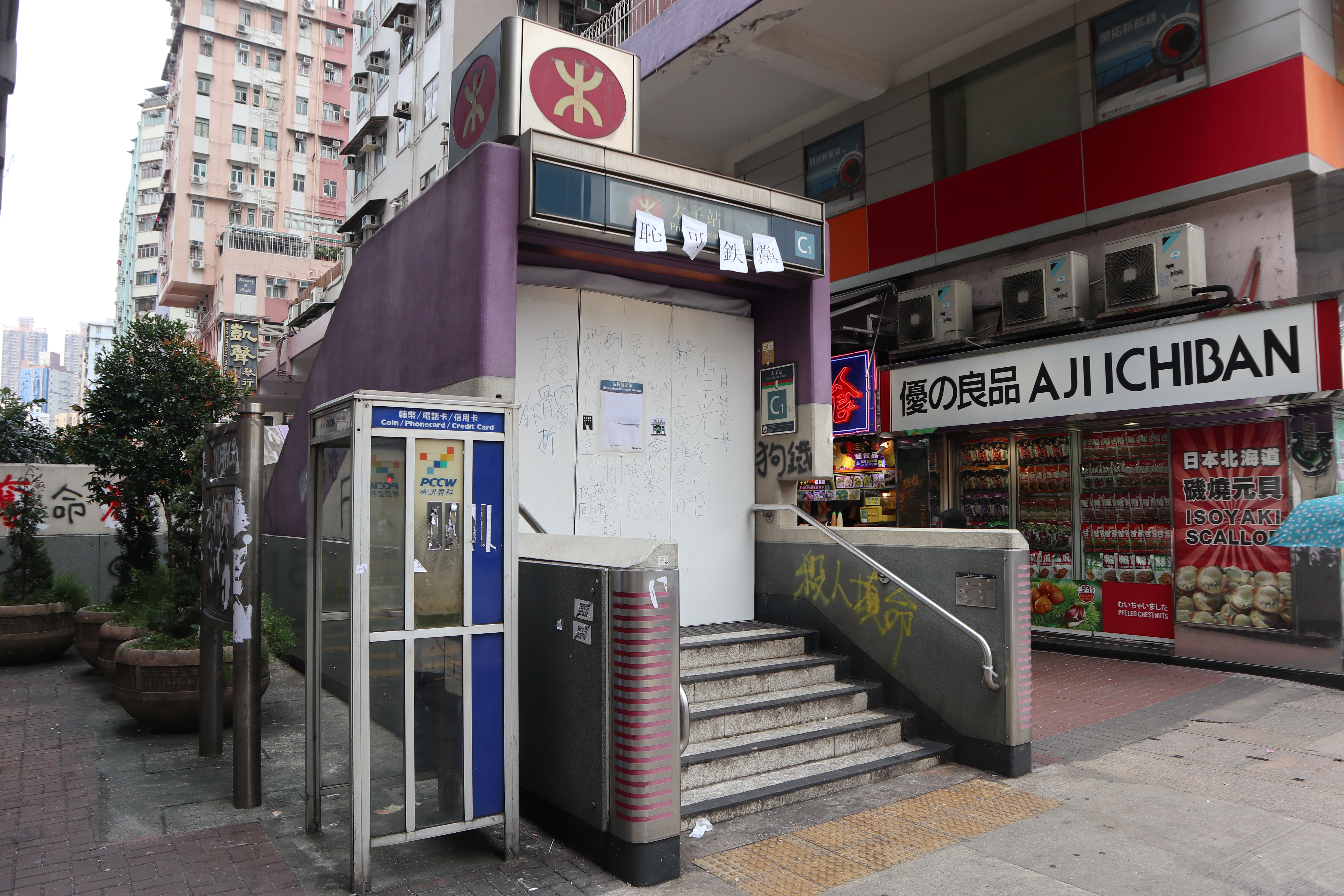
C1出口損毀程度，曾經封閉，並被示威者噴上字句，該出口已於2019年11月5日重開
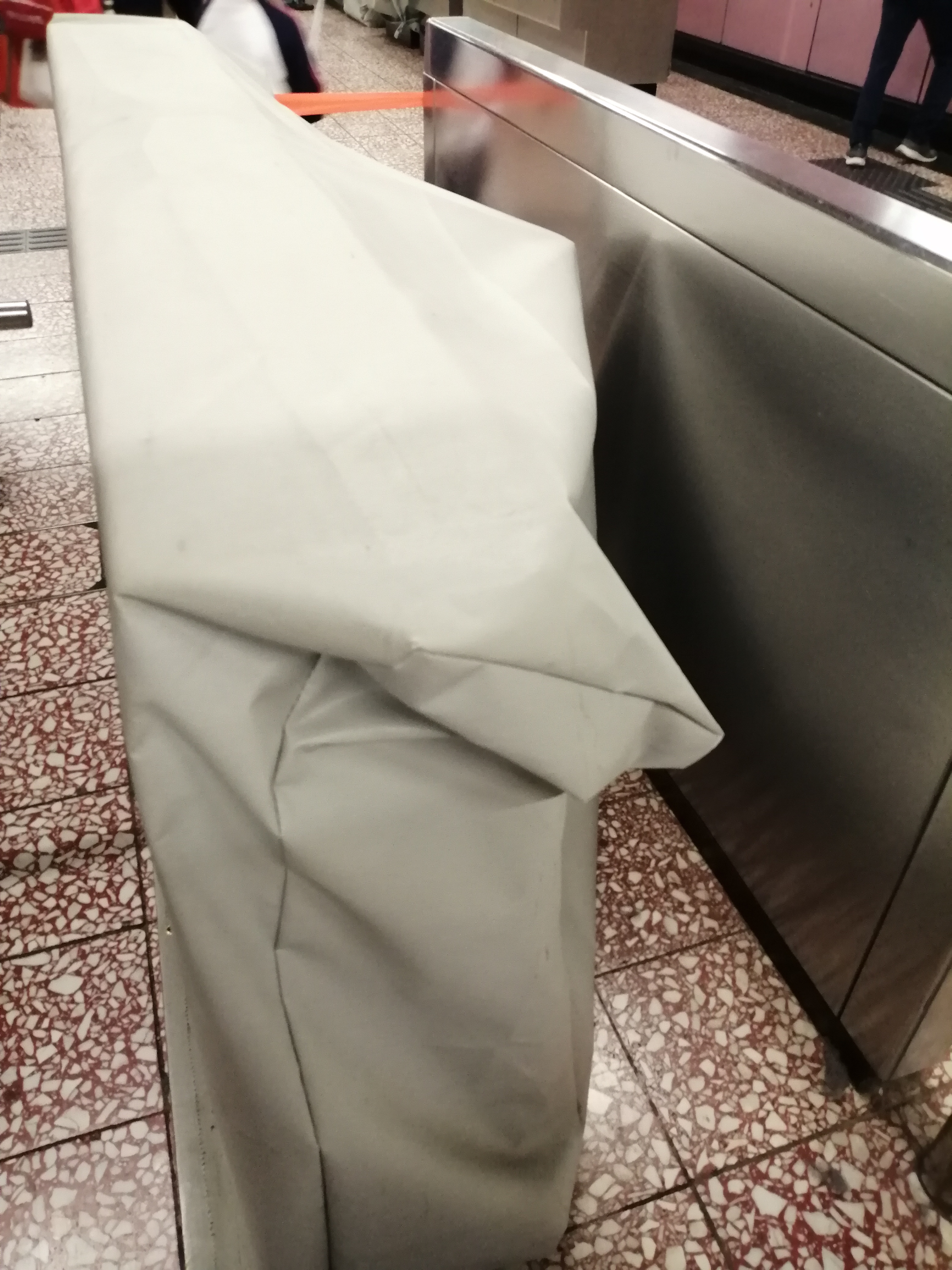
太子站遭到示威者破壞的閘機
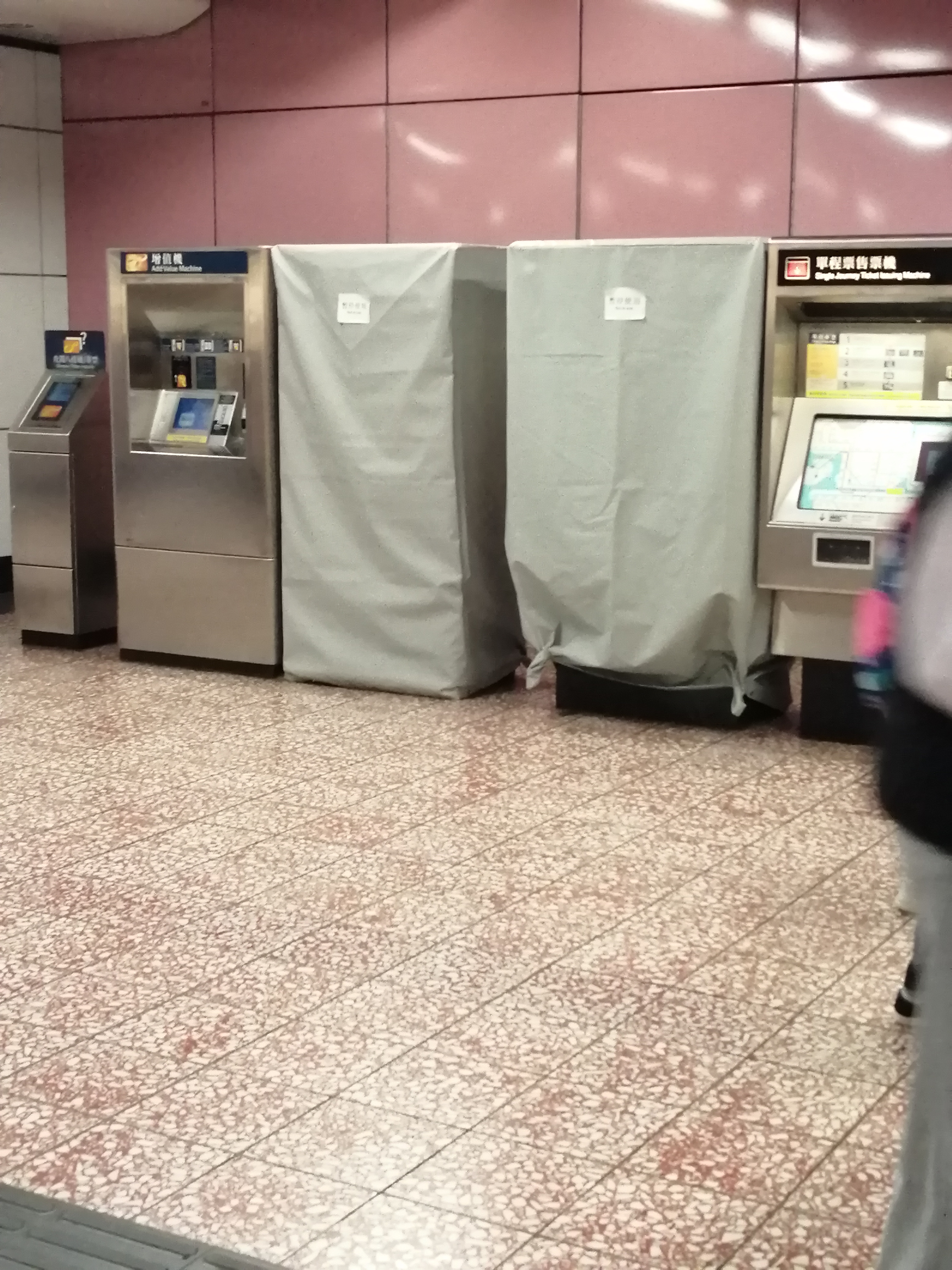
太子站遭到示威者破壞的售票機
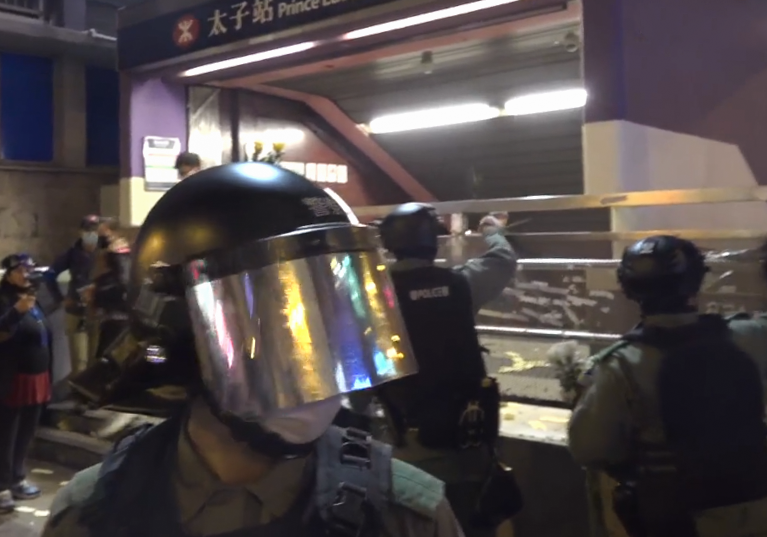
示威者在B1出口外獻花和張貼文宣後，防暴警察約每15分鐘到場清理（圖為2020年1月31日的情況）

## 區內地點

### 命名迥異
部分建築物以太子來命名，如太子大樓、皇太子大廈等，同時部分區內部分建築物則以「旺角」作為名稱，如旺角警署、旺角大球場等，反映本處為旺角的延展部分。

### 著名地標
- 旺角維景酒店
- MOKO 新世紀廣場
- 聯合廣場
- 始創中心
- 旺角大球場
- 旺角警署

### 市集及旅遊區
雖然「太子」在廣義上屬於旺角的一部份，但以下地點距離港鐵太子站更接近：
- 花墟道
- 園圃街雀鳥花園
- 「金魚街」：通菜街的一部分

## 交通

### 主要交通幹道
- 彌敦道
- 太子道西
- 界限街
- 洗衣街
- 大埔道
- 荔枝角道
- 西九龍走廊
- 塘尾道
- 通菜街
- 鴉蘭街
- 水渠道
- 運動埸道

## 區議會議席分佈
| 選區       | 範圍                                       | 議員 (2016-2019)                                                | 議員 (2020-2023)  |
| ---------- | ------------------------------------------ | --------------------------------------------------------------- | ----------------- |
| E12 大南   | 界限街、彌敦道、太子道西、塘尾道、荔枝角道 | 2016-2018年：莊永燦 (西九新動力→經民聯) 2019年：李思敏 (經民聯) | 李國權 (社區前進) |
| E13 旺角北 | 太子道西、彌敦道、亞皆老街、塘尾道         | 黃舒明 (西九新動力→經民聯)                                      | 蕭德健 (無黨派)   |
| E14 旺角東 | 界限街、東鐵綫、亞皆老街、彌敦道           | 黃建新 (經民聯)                                                 | 林兆彬 (社區前進) |

## 參看
- 太子道
- 旺角
- 九龍塘

## 外部連結
维基共享资源上的相關多媒體資源：太子
22°19′29″N 114°10′02″E / 22.3246°N 114.1673°E